# Хуайюань
Хуайюа́нь (кит. упр. 怀远, пиньинь Huáiyuǎn) — уезд городского округа Бэнбу провинции Аньхой (КНР).

## История
Во времена империи Тан эти земли входили в состав уездов Цисянь (蕲县) и Чжунли (钟离县). Во времена империи Сун для обороны от чжурчжэней здесь был образован Хуайюаньский военный округ (怀远军). После монгольского завоевания военный округ был расформирован, а на его месте был образован уезд Хуайюань (怀远县) области Хаочжоу (濠州). После свержения власти монголов и образования китайской империи Мин область Хаочжоу сначала стала Линхаоской управой (临濠府), а затем была переименована в Фэнъянскую управу (凤阳府). После Синьхайской революции в Китае была проведена реформа структуры административного деления, в ходе которой области и управы были упразднены.
В 1949 году был образован Специальный район Сусянь (宿县专区), и уезд вошёл в его состав. В 1955 году он был ликвидирован, и с 1956 года уезд вошёл в состав Специального района Бэнбу (蚌埠专区). В апреле 1961 года Специальный район Сусянь был воссоздан, а Специальный район Бэнбу — упразднён. В октябре 1964 года на стыке уездов Сусянь, Хуайюань, Ухэ и Линби был создан уезд Гучжэнь.
В 1971 году Специальный район Сусянь был переименован в Округ Сусянь (宿县地区).
В июле 1983 года уезд был передан из состава округа под юрисдикцию властей Бэнбу.

## Административное деление
Уезд делится на 12 посёлков и 6 волостей.

## Экономика
Основу экономики составляет сельское хозяйство, особенно выращивание граната вдоль искусственной реки Цыхуай (уезд входит в четверку крупнейших производителей этой культуры в Китае). По состоянию на 2024 год площадь гранатовых садов в Хуайюане достигла 53 тыс. му (3533 га), на которых выращивают 24 сорта граната. Ежегодно на местном оптовом рынке продается около 200 тыс. тонн плодов. Также в уезде развиты производство соков, вина и косметики из граната, выращивание декоративного граната и сельский туризм.
Также Хуайюань — крупный центр выращивания и переработки клейкого риса. По состоянию на 2024 год площадь посевов клейкого риса в уезде составляла 60 тыс. га, годовой объем производства достигал 500 тыс. тонн. В отрасли работали более 1900 предприятий, кооперативов и фермерских хозяйств, в том числе более 100 предприятий по переработке клейкого риса с совокупной годовой мощностью свыше 4 млн тонн (они производят клецки со сладкой начинкой танъюань, пирамидки в бамбуковых листьях цзунцзы, рисовые лепешки, уксус и муку).

## Культура
Ежегодно осенью в уезде проводится фестиваль граната.